# Una insòlita aventura
Una insòlita aventura (títol original: An Awfully Big Adventure) és una pel·lícula britànica del 1995, dirigida per Mike Newell. Ambientada en els anys posteriors a la Segona Guerra Mundial, és l'adaptació d'una novel·la homònima de Beryl Bainbridge. El títol fa referència a una frase en la història de Peter Pan, en que aquest hi diu: "To die will be an awfully big adventure", 'morir seria una insòlita i gran aventura'. Ha estat doblada al català

## Argument
L'argument se centra en una jove adolescent que s'afegeix a una companyia teatral de Liverpool. En el transcurs d'una producció hivernal de Peter Pan, l'obra es converteix ràpidament en una metàfora negra de la condició de la joventut.

## Repartiment
- Alan Rickman - P.L. O'Hara
- Hugh Grant - Meredith Potter
- Georgina Cates - Stella Bradshaw
- Alun Armstrong - Oncle Vernon
- Peter Firth - Bunny
- Carol Drinkwater - Dawn Allenby
- Rita Tushingham - Tieta Lily
- Prunella Scales - Rose Lipton
- Edward Petherbridge - Richard St. Ives
- Nicola Pagett - Dotty Blundell
- Clive Merrison as Desmond Fairchild
- Alan Cox - Geoffrey
- James Frain - John Harbour

## Crítica
La pel·lícula va rebre crítiques diverses; tot i que Alan Rickman i Hugh Grant van ser àmpliament reconeguts positivament, molts espectadors es van mostrar indiferents al seu humor subtil i a l'estructura episòdica. Lisa Schwartzenbaum, de l'Entertainment Weekly, va escriure que "Rickman ... és la cosa més interessant que hi ha en aquest embolic difícil de digerir ... Hi ha un encant esgarrifós en O'Hara, i és la seva energia que mou la història cap al seu inquietant i sorprenent final." Edward Guthmann, del San Francisco Chronicle, va escriure que "no hi ha cap porció sentimental de l'excentricitat britànica, o cap gest gentil cap als teatres amaters o als personatges que els habiten . .. En lloc d'això, és una experiència amarga i desagradable que ens dona totes les raons del món per no involucrar-nos'hi. Newell, que va dirigir Four Weddings amb un toc brillant i profunditat, dona la impressió que no li agraden els seus personatges, i que li és indiferent si a nosaltres tampoc."